# Ламазьер-Бас
Ламазье́р-Бас (фр. Lamazière-Basse, окс. La Masiera Bassa) — коммуна во Франции, находится в регионе Лимузен. Департамент — Коррез. Входит в состав кантона Нёвик. Округ коммуны — Юссель.
Код INSEE коммуны — 19102.
Коммуна расположена приблизительно в 390 км к югу от Парижа, в 90 км юго-восточнее Лиможа, в 34 км к востоку от Тюля.

## Население
Население коммуны на 2008 год составляло 278 человек.
| 1962 | 1968 | 1975 | 1982 | 1990 | 1999 | 2008 |
| ---- | ---- | ---- | ---- | ---- | ---- | ---- |
| 336  | 422  | 355  | 350  | 326  | 286  | 278  |

## Администрация
| Период | Период | Фамилия           | Партия       | Примечания |
| ------ | ------ | ----------------- | ------------ | ---------- |
| 2001   | 2008   | Рене Праш         | беспартийный |            |
| 2008   |        | Жан-Поль Валентен |              |            |

## Экономика
В 2007 году среди 156 человек в трудоспособном возрасте (15-64 лет) 104 были экономически активными, 52 — неактивными (показатель активности — 66,7 %, в 1999 году было 63,8 %). Из 104 активных работали 89 человек (50 мужчин и 39 женщин), безработных было 15 (6 мужчин и 9 женщин). Среди 52 неактивных 11 человек были учениками или студентами, 27 — пенсионерами, 14 были неактивными по другим причинам.

## Достопримечательности
- Церковь Сен-Бартелеми (XII век). Памятник истории с 1971 года[3]

## Фотогалерея
- Ламазьер-Бас
- Церковь Сен-Бартелеми
- Карта коммуны